# Seth Amoo
Seth Amoo (né le 20 mars 1983) est un athlète ghanéen, spécialiste du sprint et un relayeur de l'équipe du Ghana sur 4 × 100 mètres.

## Performances
Ses meilleurs temps sont :
- 100 mètres : 10 s 30 (vent : + 0,80), Tucson, (Arizona, États-Unis), 15 mai 2004
- 200 mètres : 20 s 36 (vent : 1.00), Sacramento (Californie, États-Unis), 9 juin 2005
- 400 mètres : 46 s 08 (vent : 1.00), Los Angeles (Californie, États-Unis), 18 mai 2003
- Relais 4 × 100 mètres : 38 s 91, 2008

## Palmarès
- Médaille d'argent aux Championnats d'Afrique d'athlétisme 2008 avec l'équipe du Ghana du relais 4 × 100 mètres.